# Alexander Anikin
Alexander Anikin, en ruso: Александр Сергеевич Аникин, nació en 1917 y murió en 1970, fue jugador,  entrenador de voleibol y embajador soviético. 
Fue Jugador del equipo voleibol del FC Lokomotiv Moscú en Moscú, cuando ganó la medallia de plata de la URSS en 1945. Desde 1946 fue entrenador principal del equipo de las mujeres "Lokomotiv Moscú", URSS Campeón 1946, 1948-50, medalla de plata de 1947 y entrenador de las mujeres mayores de selección de la URSS, el campeón de Europa 1949 y 1950. Entre 1951 y 1952 dirigió la sección de voleibol en toda la Unión Soviética. 
Entre 1951 y 1952 fue empleado de la Embajada de la URSS en Bruselas, Bélgica.
Entre 1952 y 1956 fue empleado de la Embajada de la URSS en Paris, Francia
Entre 1956 y 1959 fue Embajador Extraordinario y Plenipotenciario de la URSS en Phnom Penh, Camboya.
Entre 1965 y 1968 fue Embajador Extraordinario y Plenipotenciario de la URSS cerca del gobierno de Eduardo Frei Montalva en Santiago de Chile.

## Fuente
Voleibol: Enciclopedia / Comp. Sviridov VL, y Chejov OS. - Tomsk: Empresa Jansson, 2001. 
Información biográfica sobre la historia del sitio del PCUS y la URSS 